# John Jensen
John Jensen (Copenhague, 3 de maio de 1965) é um ex-jogador de futebol profissional dinamarquês.

## Carreira
Era um desconhecido membro da Seleção Dinamarquesa de Futebol até marcar o primeiro gol da vitória por 2 a 0 da Dinamarca na final da Eurocopa 1992 contra a então campeã do mundo, a recém-unificada Alemanha. Jensen, que estava no Brøndby, foi logo contratado pelo Arsenal da Inglaterra, mas na primeira temporada não marcou gols. A torcida, bem-humorada, passou a cantar We'll be there when Jensen scores! ("Estaremos lá quando Jensen marcar!"). Toda vez que o temperamental meia aproximava-se do gol adversário, a torcida também gritava Shoooot!, implorando-o para chutar.
Até que, em jogo realizado no último dia de 1994, contra o Queens Park Rangers, o Arsenal estava perdendo por 1 a 0 quando um novo grito de Shooot na Vila Highbury ordenou que Jensen, com a bola dentro da grande área, chutasse ao gol. "Faxe", como era conhecido, finalmente acertou as redes, para o delírio da torcida dos Gunners. Aquele seria seu único gol no Arsenal, de onde sairia em 1996. O gol atingiria um status cult, tornando-se referência em camisas utilizadas por fãs do Arsenal, com as frases I saw John Jensen scores ("Eu vi John Jensen marcar") ou I was there when John Jensen scored ("eu estava lá quando John Jensn marcou"), dando atmosfera especial ao jogo, embora o Arsenal tenha perdido.
Faxe voltou ao Brøndby e encerrou a carreira em 2001, no Herfølge. Assistente na comissão técnica de Michael Laudrup, esteve com ele quando este comandou o Getafe e com ele está atualmente no Spartak Moscou

## Ligações Externas
- Foto após marcar contra a Alemanha na final da Euro 92